# Saison 2013-2014 des Warriors de Golden State
La saison 2013-2014 des Warriors de Golden State est la 68e saison de la franchise au sein de la National Basketball Association (NBA) et la 52e saison dans la ville de San Francisco. Ils ont terminé la saison régulière avec un bilan de 51-31, décrochant la 6e place de la conférence Ouest. En playoffs, les Warriors ont affronté les Clippers de Los Angeles lors du premier tour, et ont perdu en sept matchs.
Après la saison, Mark Jackson a été renvoyé et Steve Kerr est devenu le nouvel entraîneur. Ce fut la dernière fois que les Warriors n'aient pas participé aux Finales NBA avant 2020.

## Draft
Les Warriors de Golden State entrent dans la draft 2013 de la NBA avec aucun choix.

## Matchs

### Pré-saison
| Pré-saison Total: 3-4 |

| Match | Date match | Équipe     | Score    | Meilleur marqueur      | Meilleur rebondeur       | Meilleur passeur    | Lieux Spectateurs                  | Série |
| ----- | ---------- | ---------- | -------- | ---------------------- | ------------------------ | ------------------- | ---------------------------------- | ----- |
| 1     | 5 octobre  | Lakers     | D 95-104 | Klay Thompson (26)     | Andrew Bogut (12)        | David Lee (5)       | Citizens Business Bank Arena 6 946 | 0 - 1 |
| 2     | 7 octobre  | Sacramento | V 94-81  | Stephen Curry (23)     | David Lee (13)           | Douglas, Curry (6)  | Oracle Arena 17 821                | 1 - 1 |
| 3     | 8 octobre  | Utah       | D 78-101 | Marreese Speights (13) | Andrew Bogut (10)        | Stephen Curry (3)   | EnergySolutions Arena 19 025       | 1 - 2 |
| 4     | 15 octobre | Lakers     | V 100-95 | David Lee (31)         | Andrew Bogut (14)        | Stephen Curry (7)   | Centre MasterCard 17 114           | 2 - 2 |
| 5     | 18 octobre | Lakers     | V 115-89 | Klay Thompson (25)     | Andre Iguodala (7)       | Andre Iguodala (14) | Mercedes-Benz Arena 17 482         | 3 - 2 |
| 6     | 8 octobre  | Sacramento | D 90-91  | Stephen Curry (24)     | Andrew Bogut, O'Neal (7) | Iguodala, Curry (6) | Sleep Train Arena 12 260           | 3 - 3 |
| 7     | 24 octobre | Portland   | D 74-90  | Stephen Curry (17)     | Andrew Bogut (9)         | Stephen Curry (6)   | Oracle Arena 18 307                | 3 - 4 |

## Classements de la saison régulière
| Conférence Ouest | Conférence Ouest                | Conférence Ouest | Conférence Ouest | Conférence Ouest | Conférence Ouest | Conférence Ouest | Conférence Ouest |
| No               | Franchise                       | Vic.             | Def.             | MJ               | % V/D            | RV               |                  |
| ---------------- | ------------------------------- | ---------------- | ---------------- | ---------------- | ---------------- | ---------------- | ---------------- |
| 1                | Spurs de San Antonio            | 62               | 20               | 82               | 75,60 %          | -                |                  |
| 2                | Thunder d'Oklahoma City         | 59               | 23               | 82               | 72,00 %          | 3,0              |                  |
| 3                | Clippers de Los Angeles         | 57               | 25               | 82               | 69,50 %          | 5,0              |                  |
| 4                | Rockets de Houston              | 54               | 28               | 82               | 65,90 %          | 8,0              |                  |
| 5                | Trail Blazers de Portland       | 54               | 28               | 82               | 65,90 %          | 8,0              |                  |
| 6                | Warriors de Golden State        | 51               | 31               | 82               | 62,20 %          | 11,0             |                  |
| 7                | Grizzlies de Memphis            | 50               | 32               | 82               | 61,00 %          | 12,0             |                  |
| 8                | Mavericks de Dallas             | 49               | 33               | 82               | 59,80 %          | 13,0             |                  |
|                  |                                 |                  |                  |                  |                  |                  |                  |
| 9                | Suns de Phoenix                 | 48               | 34               | 82               | 58,50 %          | 14,0             |                  |
| 10               | Timberwolves du Minnesota       | 40               | 42               | 82               | 48,80 %          | 22,0             |                  |
| 11               | Nuggets de Denver               | 36               | 46               | 82               | 43,90 %          | 26,0             |                  |
| 12               | Pelicans de La Nouvelle-Orléans | 34               | 48               | 82               | 41,50 %          | 28,0             |                  |
| 13               | Kings de Sacramento             | 28               | 54               | 82               | 34,10 %          | 34,0             |                  |
| 14               | Lakers de Los Angeles           | 27               | 55               | 82               | 32,90 %          | 35,0             |                  |
| 15               | Jazz de l'Utah                  | 25               | 57               | 82               | 30,50 %          | 37,0             |                  |

| Division Pacifique       | V  | D  | MJ | % V/D   | GB   | Dom   | Ext   | Div  | Conf  |
| ------------------------ | -- | -- | -- | ------- | ---- | ----- | ----- | ---- | ----- |
| Clippers de Los Angeles  | 57 | 25 | 82 | 69,50 % | -    | 34-7  | 23-18 | 12-4 | 36-16 |
| Warriors de Golden State | 51 | 31 | 82 | 62,20 % | 6,0  | 27-14 | 24-17 | 11-5 | 31-21 |
| Suns de Phoenix          | 48 | 34 | 82 | 58,50 % | 9,0  | 26-15 | 22-19 | 8-8  | 28-24 |
| Kings de Sacramento      | 28 | 54 | 82 | 34,10 % | 29,0 | 17-24 | 11-30 | 3-13 | 15-37 |
| Lakers de Los Angeles    | 27 | 55 | 82 | 32,90 % | 30,0 | 14-27 | 13-28 | 6-10 | 15-37 |

## Transactions

### Agents libres

#### Arrivées
| Joueur            | Contrat                         | Ancienne équipe     |
| ----------------- | ------------------------------- | ------------------- |
| Marreese Speights | Contrat de 3 ans à 10,900,000 $ | Cleveland Cavaliers |
| Toney Douglas     | Contrat d'un an à 1,600,000 $   | Sacramento Kings    |
| Jermaine O'Neal   | Contrat d'un an à 2,000,000 $   | Phoenix Suns        |
| Hilton Armstrong  |                                 | Santa Cruz Warriors |

#### Départs
| Joueur           | Motif       | Nouvelle équipe     |
| ---------------- | ----------- | ------------------- |
| Jarrett Jack     | Agent libre | Cleveland Cavaliers |
| Carl Landry      | Agent libre | Sacramento Kings    |
| Hilton Armstrong | Coupé       | Santa Cruz Warriors |